# Pumpspeicherwerk Tübingen
Das Pumpspeicherwerk Tübingen war ein Pumpspeicherkraftwerk mit einer Leistung von 400 kW am Österberg in Tübingen.

## Geschichte
Das Pumpspeicherwerk wurde in der Zwischenkriegszeit von 1921 bis 1923 errichtet und verwendete als Oberbecken ein Reservoir mit einem Volumen von 9000 Kubikmetern auf dem Österberg. Die Höhendifferenz zwischen dem Neckar und dem Oberbecken betrug etwa 125 Meter.
Während des Zweiten Weltkriegs wurden die Einrichtungen bei einem Bombenangriff im Februar 1945 teilweise zerstört, woraufhin die Anlagen aufgelassen wurden. In den 1960er Jahren wurde das Speicherbecken wieder aufgefüllt, eingeebnet, wiederbegrünt und auf dem Areal ein Spielplatz eingerichtet.